# Студсвик
Студсвик (на шведски: Studsvik) е шведска компания, занимаваща се с производството и доставката на ядрени технологии за граждански и военни цели. Централата ѝ е в град Нюшьопинг. На около 30 километра изток-североизток от Нюшьопинг компанията е построила изследователско градче, което също се нарича Студсвик.
През 1982 година там са инсталирани шест изследователски ядрени реактора - един с мощност 1 МВт и друг с мощност 10 МВт, както и четири с нулева мощност. В градчето има и ускорител на Ван де Граф, както и голяма лаборатория за изследване на елементарни частици и нестабилни изотопи.
Студсвик е построен през 50-те години, и е бил замислен като център за производство на шведски ядрени оръжия. Макар плановете за ядрено въоръжаване на Швеция никога да не са се превърнали в реалност, ядреният комплекс и до днес разполага с едни от най-високите технологии на местно равнище в тази сфера. „Населението“ на Студсвик е около 1500 души.
1. ↑  www.lobbyfacts.eu